# Seiji Fujie
Seiji Fujie (藤江精二?, Fujie Seiji; 15 giugno 1941) è un ex cestista giapponese.

## Carriera
Con il Giappone ha partecipato ai Giochi olimpici di Tokyo 1964, segnando 5 punti in 3 partite.